# Spectacle Vins
Spectacle Vins és un celler fundat l'any 1998 per René Barbier, Fernando Zamora, i Christopher Cannan, amb seu a Gratallops i pertanyent a la Denominació d'Origen Montsant.
Dins del seu accionariat hi ha Josep Maria Mainat i Toni Cruz, ex components de La Trinca i productors televisius d'èxit.
La seva marca és Espectacle, a la qual Robert Parker va atorgar 96 punts.